# Andreas Polte
Andreas „Andi“ Polte (* 10. Mai 1958 in Bergneustadt) ist ein deutscher Jazzmusiker (Gitarre, Komposition) und Musikjournalist.

## Leben und Wirken
Polte begann mit 16 Jahren, Gitarre zu lernen. Zunächst spielte er Folk- und Rockmusik. Durch den Gitarristen und Sänger Pete Lewis entdeckte er den Jazz. Zunächst spielte er in einem Gitarrentrio eine Fusion aus Swing, Gypsy-Jazz und Bossa Nova; dann orientierte er sich am Modern Jazz, gründete er das Septett Seven Steps und nahm Unterricht bei Michael Borne, Paul Shigihara und Michael Sagmeister. Zwischen 1996 und 1999 studierte er Kulturmanagement an der Fernuniversität Hagen.
Seit 1997 betrieb er ein Duo mit Ali Claudi und spielte mit Musikern der Kölner Szene wie Rolf Römer, Bernt Laukamp oder John Goldsby, aber auch mit Hans Braber und Leslie Searle. Gemeinsam mit Stefan Heidtmann organisierte er mehrere Jahre lang ein lokales Jazzfestival.   
1996 veröffentlichte er sein erstes Album Some of the Songs I Did. 2000 folgte die großteils von ihm arrangierte CD Christmas Jazz mit dem Christmas-Jazz-Trio, das außer ihm aus dem Pianisten Alexander Hopff und dem Flügelhornisten Martin Zobel bestand. Das dritte Album folgte mit dem ATP Jazz Trio mit dem Saxophonisten Stefan Aschenbrenner und als zweitem Gitarristen Oliver Trost. Ein Herzinfarkt behinderte die weitere Karriere als Musiker. Als Produzent legte er mehrere Archtop-Sampler vor, zu einem von ihnen steuerte er 2006 auch eine eigene Aufnahme bei.
Polte gründete 2004 die Internet-Plattform archtop-germany.de, die auch international erfolgreich ist. Er sitzt im Kuratorium für die Vergabe des Archtop-Germany-Award und der Archtop-Germany CD des Jahres. Seit dem Jahr 2007 schreibt er zudem für das Gitarrenmagazin Grand Guitars.
Weiterhin war er Initiator des bis 2012 alle zwei Jahre stattfindenden „International Archtop Meeting Germany“ und Wegbereiter des seit 2015 zweijährig stattfindenden Archtop Forums in Kandel (Pfalz).

## Lexikalische Einträge
- Jürgen Wölfer: Jazz in Deutschland. Das Lexikon. Alle Musiker und Plattenfirmen von 1920 bis heute. Hannibal, Höfen 2008, ISBN 978-3-85445-274-4.